# Lacazette (Rapper)
Lacazette (geboren in Berlin; bürgerlich Emanuel Karageorgoudis) ist ein deutscher Rapper mit griechischen Wurzeln.

## Leben und Karriere
Emanuel Karageorgoudis hat griechische Wurzeln und wuchs im Berliner Stadtteil Steglitz auf. Er begann früh sich für Musik und Poesie zu interessieren. Bereits vor seinem kommerziellen Durchbruch war Karageorgoudis seit mehreren Jahren musikalisch aktiv. Seine ersten Versuche als Rapper veröffentlichte er unter dem Künstlernamen Grekko. Unterstützt wurde er unter anderem von etablierten Künstlern wie Capital Bra und Gringo, die ihn in der Anfangsphase seiner Karriere förderten.
Lacazette veröffentlichte im Mai 2024 seine erste Single H&K. AZR und 8HT folgten im Juni. Im Juli desselben Jahres folgte SCH und im August PKS sowie CUP. Am 6. September 2024 stieg er mit CUP in die deutschen Singlecharts ein, ehe er am 13. September 2024 FTW veröffentlichte und auch mit H&K die deutschen Singlecharts erreichte. In die Schweizer Hitparade stieg er am 15. September mit CUP ein. PKS und FTW stiegen am 20. September in die deutschen Singlecharts und H&K und FTW am 22. September in die Schweizer Hitparade auf.

## Diskografie
Studioalben

| Jahr | Titel Musiklabel | Höchstplatzierung, Gesamtwochen, AuszeichnungChartplatzierungen (Jahr, Titel, Musiklabel, Platzierungen, Wochen, Auszeichnungen, Anmerkungen) | Höchstplatzierung, Gesamtwochen, AuszeichnungChartplatzierungen (Jahr, Titel, Musiklabel, Platzierungen, Wochen, Auszeichnungen, Anmerkungen) | Höchstplatzierung, Gesamtwochen, AuszeichnungChartplatzierungen (Jahr, Titel, Musiklabel, Platzierungen, Wochen, Auszeichnungen, Anmerkungen) | Anmerkungen                             |
| Jahr | Titel Musiklabel | DE | AT | CH | Anmerkungen                             |
| ---- | ---------------- | --- | --- | --- | --------------------------------------- |
| 2024 | LID Selbstverlag | DE5 (… Wo.)DE | AT24 (… Wo.)AT | CH10 (… Wo.)CH | Erstveröffentlichung: 27. Dezember 2024 |

## Auszeichnungen
Hiphop.de Awards
- 2024: „Beat des Jahres“ für LID (Produzenten: Hot Day, 808swerve, J-Roc & Yung Rox)[8]
- 2024: „Beste Line“ für FTW („Klau’ die Autoschlüssel, statt sie mir zu leih’n / Sag’ zu Onkel: ‚Auto fährt mit Diesel, nicht mit Führerschein‘“)[8]
- 2024: „Bester Newcomer national“[8]
- 2024: „Bester Song national“ für LID[8]